# カンチェッラーラ
カンチェッラーラ（イタリア語: Cancellara）は、イタリア共和国バジリカータ州ポテンツァ県にある、人口約1,300人の基礎自治体（コムーネ）。

## 地理

### 位置・広がり

#### 隣接コムーネ
隣接するコムーネは以下の通り。
- アチェレンツァ
- オッピド・ルカーノ
- ピエトラガッラ
- トルヴェ
- ヴァーリオ・バジリカータ